# Ferrovia Dalmata
La ferrovia Dalmata  (in croato Dalmatinska pruga)  è una linea ferroviaria croata, che collega la città di Spalato all'importante nodo di Tenin. È presente anche una diramazione per Sebenico.

## Storia
La linea fu realizzata dal governo austriaco (a cui all'epoca apparteneva il Regno di Dalmazia) per collegare la regione con il resto dell'Impero.
Tuttavia, a causa dell'opposizione del governo ungherese alla costruzione della ferrovia della Lika, che sarebbe passata sul suo territorio nuocendo agli interessi del porto di Fiume, la linea Dalmata rimase del tutto isolata. Solo alla fine del XIX secolo vi si collegò la modesta ferrovia di Steinbeis, a scartamento ridotto, mentre anche il previsto collegamento da Spalato a Sarajevo non venne mai completato.
La Dalmazia uscì dall'isolamento ferroviario solo con la creazione del Regno di Jugoslavia, che completò la ferrovia della Lika (1925) ed iniziò la ferrovia dell'Una (completata nel 1948) [manca la fonte]

## Caratteristiche

### Percorso
| Continuation backward |

| Unknown route-map component "CONTgq" | Unknown route-map component "ABZg+rxl" | Unknown route-map component "exCONTfq" |

| Station on track |

| Stop on track |

| Station on track |

| Stop on track |

| Stop on track |

| Station on track |

| Unknown route-map component "hbKRZWae" |

| Unknown route-map component "exGRZq" + Unknown route-map component "eZOLL" |

| Station on track |

| Stop on track |

| Stop on track |

| Station on track |

| Stop on track |

| Stop on track |

| Unknown route-map component "SKRZ-Ao" |

| Station on track |

| 277,399 |
| -0,263  |

| Unknown route-map component "BS2+l" | Unknown route-map component "BS2+r" |

| Stop on track | Straight track |

| Stop on track | Straight track |

| Stop on track | Straight track |

| Stop on track | Straight track |

| Station on track | Straight track |

| Stop on track | Straight track |

| End station | Straight track |

|  | Stop on track |

|  | Station on track |

|  | Stop on track |

|  | Stop on track |

|  | Stop on track |

|  | Stop on track |

|  | Station on track |

|  | Stop on track |

|  | Station on track |

|  | Stop on track |

|  | Stop on track |

|  | Station on track |

| Unknown route-map component "KINTaq" | Unknown route-map component "ABZg+r" |

|  | Station on track |

| Unknown route-map component "STRc2" | Unknown route-map component "ABZg3" |

| Unknown route-map component "STR+1" | Stop on track + Unknown route-map component "STRc4" |

| Unknown route-map component "hKRZWae" | Unknown route-map component "hKRZWae" |

| Non-passenger station/depot on track | Stop on track |

| Unknown route-map component "d" | Straight track | Unknown route-map component "eABZg+l" | Unknown route-map component "exdCONTfq" |

| Unknown route-map component "KINTe" | Straight track |

|  | Enter and exit tunnel |

|  | Station on track |

|  | Enter and exit tunnel |

|  | End station |